# Maslinica
Maslinica falu Horvátországban Split-Dalmácia megyében. Közigazgatásilag Šoltához tartozik.

## Fekvése
Splittől 22 km-re délnyugatra, Trogirtól 13 km-re délre, Dalmácia középső részén, Šolta szigetének nyugati végében, a festői Maslinica-öbölben fekszik. A települést délről fenyőerdő határolja, melyeken túl található a mély vizű, szelektől jól védett Šešula-öböl. A településhez hat kisebb sziget, a Balkun, a Rudula, a Grmej, a Stipanska, a Saskinja, a Polebrnjak, valamint a Kamičić sziklazátony tartozik. Közülük a legnagyobb és legjelentősebb a Stipanska-sziget.

## Története
A településhez tartozó Stipanska-szigeten már a 6. században ókeresztény templom és bencés kolostor épült, melyek maradványai még ma is láthatók. Maslinicát 1703-ban alapította a gazdag spliti Marchi család, mely 1706-ban a kalózok elleni védelem céljából négyszögletes tornyot és udvarházat épített ide. A Marchi család valószínűleg a 16. század végén Bračról érkezett Splitbe, ahol csakhamar nagy gazdagságra tett szert. 1615-ben már egyike volt a harminc legbefolyásosabb spliti családnak. 1698-ban a Velencei Köztársaság grófi címet adományozott nekik. A család tagjai a legjelentősebb szövet- és ruhakereskedők voltak. Legkiemelkedőbb képviselőjük Giovanni Pietro volt, aki padovai egyetemi tanulmányai után törvényszéki bíró, városi tanácsos és székesegyházi kincstárnok volt. Egyike volt a spliti Illír Akadémia alapítóinak. 1703-ban kapott engedélyt a velencei hatóságoktól, hogy a Maslinica-öbölben tornyot, udvarházat, köréje pedig falut és templomot építsen. 1731-ben bekövetkezett halálakor hatalmas vagyonát unokaöccsének fiai Vincenzo és Giovanni Martinis örökölték. Ezt követően a család a Martinis-Marchi nevet viselte. 1797-ben a Velencei Köztársaság megszűnésével a település a Habsburg Birodalom része lett. 1806-ban Napóleon csapatai foglalták el és 1813-ig francia uralom alatt állt. Napóleon bukása után ismét Habsburg uralom következett, mely az első világháború végéig tartott. 1857-ben 92, 1910-ben 171 lakosa volt. Az I. világháború után rövid ideig az Olasz Királyság, ezután a Szerb-Horvát-Szlovén Királyság, majd Jugoszlávia része lett. A második világháború idején olasz csapatok szállták meg. Lakossága 2011-ben 208 fő volt, akik a turizmus mellett főként halászatból éltek.

## Lakosság
| Lakosság változása | Lakosság változása | Lakosság változása | Lakosság változása | Lakosság változása | Lakosság változása | Lakosság változása | Lakosság változása | Lakosság változása | Lakosság változása | Lakosság változása | Lakosság változása | Lakosság változása | Lakosság változása | Lakosság változása | Lakosság változása |
| ------------------ | ------------------ | ------------------ | ------------------ | ------------------ | ------------------ | ------------------ | ------------------ | ------------------ | ------------------ | ------------------ | ------------------ | ------------------ | ------------------ | ------------------ | ------------------ |
| 1857               | 1869               | 1880               | 1890               | 1900               | 1910               | 1921               | 1931               | 1948               | 1953               | 1961               | 1971               | 1981               | 1991               | 2001               | 2011               |
| 92                 | 0                  | 123                | 157                | 173                | 171                | 169                | 199                | 180                | 191                | 179                | 147                | 64                 | 69                 | 174                | 208                |

## Nevezetességei
- A Marchi család udvarháza 1708-ban épült. Az udvarházat katonai erődként tervezték, belső udvarral és hátul emelkedő, négyemeletes toronnyal. Az egész védőfalon ágyúnyílások, kulcslyuk alakú puskalőrések, a legfelső emeleten pedig olajöntő nyílások láthatók. Átellenben a délkeleti sarokban konzolokon nyugvó sarokőrtorony található. A keleti homlokzat főbejárata felett egy kartusban 1708-tól a címer és egy felirat volt Maslinica építéséről és betelepítéséről. A 19. század végén a Martinis-Marchi és Alberti családok gazdag leltára, könyvtára és fegyvergyűjteménye elenyészett. A közelmúltban a kastélyt luxus vendéglátóhellyé alakították át. Ma a "Martinis-Marchi" luxusszálloda és a "Conte Alberti" étterem működik benne.[5]
- A tengerészek és utazók védőszentje Szent Miklós tiszteletére szentelt plébániatemplomát 1708-ban építtette a Marchi család.
- A Szent István bencés kolostor és ókeresztény bazilika 6. századi romjai a Stipanska-szigeten. A Stipanska-sziget Maslinica közelében, a Šolta-sziget nyugati oldalán található. A sziget körülbelül 1 km hosszú, a legnagyobb egy hét szigetből álló csoportban, és csak egy kevés szántható területtel rendelkezik. Nevét egy rom maradványairól kapta, amely vélhetően egy ókeresztény bazilikához és kolostorhoz tartozik. A bazilika méretei 10, 25 x 6,70 m, a falak pedig durva technikával épülnek fel, szabálytalan sorokban. Az építési módszer szerint kiemelkedik az északi téglalap alakú helyiség, ahol a téglalap alakúra faragott kövek valamivel szabályosabb sorokban vannak felrakva. Az apszis központi része és az említett északi szoba északi fala körülbelül 3 m magasságig maradt meg. Az északi oldalon a narthexszel egy másik, hosszú, ismeretlen rendeltetésű épület van összekötve. Fontos megjegyezni, hogy a lakóépület falai északnyugat-délkelet irányúak, és nem teljesen merőlegesek a bazilikára. Az épület hosszúkás, 38 m hosszú és csak 10 m széles. A szigeten Donji bokon egy késő ókori temető is található.[6]
- A Šešula-öböl a vitorlások és kisebb hajók kedvelt kikötője és a búvárok kedvelt merülő helye. Az öbölben éttermek és halpiac található.